# Distretto di Ambatondrazaka
Il distretto di Ambatondrazaka è una suddivisione amministrativa di 3º livello (fivondronana) del Madagascar, facente parte della regione di Alaotra Mangoro.
Il capoluogo del distretto è Ambatondrazaka. Del distretto fanno parte, inoltre, i seguenti comuni: Ambandrika, Ambatosoratra, Ambohitsilaozana, Amparihitsokatra, Ampitatsimo, Andilanatoby, Andromba, Antanandava, Antsangasanga, Bejofo, Didy, Feramanga Nord, Ilafy, Imerimandroso, Manakambahiny Est, Manakambahiny Ovest, Soalazaina, Tanambao Besakay.